# Cubophis vudii
Cubophis vudii — вид змій родини полозових (Colubridae). Ендемік Багамських Островів.

## Підвиди
Виділяють п'ять підвидів:
- Cubophis vudii vudii (Cope, 1862) — острови Великої Багамської банки[en];
- Cubophis vudii aterrimus (Barbour & Shreve, 1935) — Мала Багамська банка;
- Cubophis vudii picticeps (Conant, 1937) — острови Біміні[en];
- Cubophis vudii raineyi (Barbour & Shreve, 1935) — острови Крукед[en] і Аклінс[en];
- Cubophis vudii utowanae (Barbour & Shreve, 1935) — острови Великий Інаґуа[fr] і Шіп-Кей.

## Поширення і екологія
Cubophis vudii мешкають на багатьох островах Багамського архіпелагу. Вони живуть в чагарниковихі мангрових заростях, соснових лісах, в парках і садах. Живляться амфібіями, ящірками, дрібними ссавцями і птахами та безхребетними. Ведуть денний спосіб життя, відкладають яйця.